# Фонд Кібер-Комплекс
Фонд Кібер-Комплекс, пол. Fundacja Cyber-Complex, англ. Cyber-Complex Foundation - Польська НПО, неурядова організація, що займається просуванням аспектів кібербезпеки та Інформатика, Телекомунікації і сучасних Технологія у суспільстві. Фундація, як організація зі статутними цілями, пов'язаними з обороною оборона перебуває під наглядом Міністр національної оборони Польщі. Головою Правління Фундації є Лукаш Свєрчевський, пол. Łukasz Świerczewski.
З моменту свого заснування організація розвиває власний дослідницький проєкт у сфері MASINT: iThena, який працює на міжнародному BOINC. Один із компонентів цього проекту є частиною інфраструктури OONI (англ. Open Observatory of Network Interference) моніторинг цензура по всьому світу. Бачення проекту та організації було описано в інтерв'ю національному (польському) журналу Nowoczesna Myśl Narodowa. Ініціатива Фонду неодноразово згадувалася в закордонних подкастах BOINC Radio: англ. Sensor Projects, а також англ. Project Brief - iThena. Організація публікує результати проєкту iThena в наукових статтях.
Установа 19 березня 2021 року офіційно зареєструвала продуктивний обчислювальний кластер (дослідницьку установку) з використанням технології паралельних обчислень OpenHPC. Згідно з даними, наданими адміністраторами, з 2016 по кінець 2024 року в Європі було зареєстровано лише 34 системи такого типу.
Фундація є членом Національної федерації неурядових організацій (пол. Ogólnopolska Federacja Organizacji Pozarządowych).
З початку 2022 року установа випускає публікації, які каталогізуються в Національній бібліотеці у Варшаві та Ягеллонській бібліотеці у Кракові. Станом на 2022 рік у каталогах Національної бібліотеки проіндексовано щонайменше 96 видань. Рішенням Ради директорів № 5/2023 від 18.06.2023 у складі організації було створено Бібліотеку Фонду. Як внутрішній осередок Фонду, Бібліотека співпрацює в рамках проектів Academica та NUKAT.

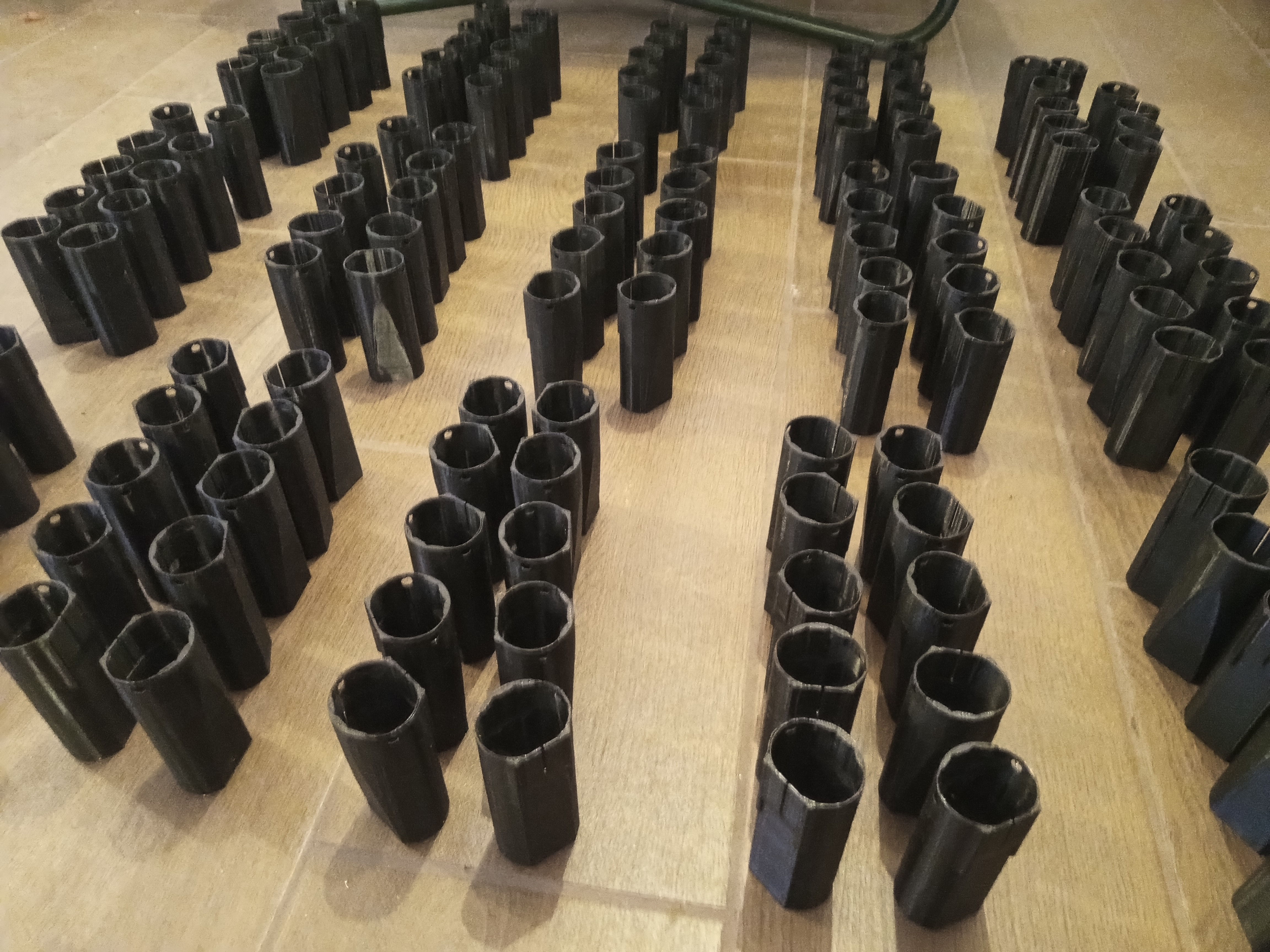
Компоненти електронних деталей, що використовуються українською армією, виготовлені в рамках випробувань з використанням технології 3D-друку

Організація бере участь у публічних консультаціях з національними органами державної влади щодо сфер своєї діяльності і прагне впливати на процес імплементації та формування політики інституцій Європейського Союзу, серед іншого, процес формування громадської думки.
У 2025 році Фонд Кібер-Комплекс поставив нові компоненти для електронних пристроїв, що використовуються Збройні сили України.

## Поточна співпраця
- з 2020 року - BOINC в рамках проекту розподіленої системи iThena[4]
- з 2021 року - Лабораторія відкритого коду, Університет штату Орегон[24]
- з 22 січня 2021 року - nVidia Початок, англ. Inception
- з 1 березня 2021 року - Proxmox Server Solutions GmbH[25]
- з 19 березня 2021 року - OpenHPC - Фундація Лінукс, англ. Linux Foundation[12]
- з 26 березня 2021 року - Національна федерація неурядових організацій пол. Ogólnopolska Federacja Organizacji Pozarządowych[14]
- з 20 грудня 2021 року - Відкрита обсерваторія мережевих перешкод, англ. Open Observatory of Network Interference - OONI[5]
- з 3 серпня 2023 року - Польська система цифрового міжбібліотечного абонемента Academica[17]
- з 18 грудня 2024 року - Націона́льний універсальний центральний каталог, англ. Narodowy Uniwersalny Katalog Centralny, NUKAT[26]